# Internationaux de Strasbourg 2017
The 2017 Internationaux de Strasbourg — професійний тенісний турнір, що проходив на кортах з ґрунтовим покриттям. Це був 31-й за ліком турнір. Належав до категорії International у рамках Туру WTA 2017. Відбувся в Tennis Club de Strasbourg у Страсбургу (Франція). Тривав з 22 до 28 травня 2017 року.

## Очки і призові гроші

### Розподіл очок
| Дисципліна       | П   | Ф   | ПФ  | ЧФ | 1/8 | 1/16 | Q   | Q2  | Q1  |
| Одиночний розряд | 280 | 180 | 110 | 60 | 30  | 1    | 18  | 12  | 1   |
| Парний розряд    | 280 | 180 | 110 | 60 | 1   | Н/Д  | Н/Д | Н/Д | Н/Д |

### Розподіл призових грошей
| Дисципліна       | П       | F       | ПФ     | ЧФ     | 1/8    | 1/16   | Q2   | Q1   |
| Одиночний розряд | €34,677 | €17,258 | €9,274 | €4,980 | €2,742 | €1,694 | €823 | €484 |
| Парний розряд    | €9,919  | €5,161  | €2,770 | €1,468 | €774   | Н/Д    | Н/Д  | Н/Д  |

## Учасниці основної сітки в одиночному розряді

### Сіяні
| Країна      | Гравчиня             | Рейтинг1 | Сіяна |
| ----------- | -------------------- | -------- | ----- |
| Данія       | Каролін Возняцкі     | 10       | 1     |
| Росія       | Олена Весніна        | 15       | 2     |
| Хорватія    | Міряна Лучич-Бароні  | 22       | 3     |
| Іспанія     | Карла Суарес Наварро | 23       | 4     |
| Франція     | Каролін Гарсія       | 24       | 5     |
| Австралія   | Саманта Стосур       | 25       | 6     |
| Австралія   | Дарія Гаврилова      | 33       | 7     |
| КНР         | Пен Шуай             | 39       | 8     |
| Пуерто-Рико | Моніка Пуїг          | 40       | 9     |

- 1 Рейтинг подано станом на 15 травня 2017.

### Інші учасниці
Нижче наведено учасниць, які отримали вайлдкард на участь в основній сітці:
- Алізе Корне
- Амандін Есс
- Саманта Стосур
- Олена Весніна

Нижче наведено гравчинь, які пробились в основну сітку через стадію кваліфікації:
- Ешлі Барті
- Джулія Босеруп
- Медісон Бренгл
- Каміла Джорджі
- Єлизавета Кулічкова
- Віра Лапко

Як щасливий лузер в основну сітку потрапили такі гравчині:
- Чагла Бююкакчай

### Знялись з турніру
До початку турніру
- Лара Арруабаррена → її замінила  Наталія Віхлянцева
- Кетрін Белліс → її замінила  Дженніфер Брейді
- Міряна Лучич-Бароні → її замінила  Чагла Бююкакчай
- Олена Остапенко → її замінила  Одзакі Ріса
- Роберта Вінчі → її замінила  Андреа Петкович

### Завершили кар'єру
- Каролін Возняцкі

## Учасниці основної сітки в парному розряді

### Сіяні
| Країна            | Гравчиня           | Країна            | Гравчиня            | Рейтинг1 | Сіяна |
| ----------------- | ------------------ | ----------------- | ------------------- | -------- | ----- |
| Китайський Тайбей | Чжань Хаоцін       | Китайський Тайбей | Чжань Юнжань        | 26       | 1     |
| Канада            | Габріела Дабровскі | КНР               | Сюй Їфань           | 42       | 2     |
| Хорватія          | Дарія Юрак         | Австралія         | Анастасія Родіонова | 70       | 3     |
| Японія            | Аояма Сюко         | КНР               | Ян Чжаосюань        | 91       | 4     |

- 1 Рейтинг подано станом на 15 травня 2017.

## Переможниці

### Одиночний розряд
- Саманта Стосур —  Дарія Гаврилова, 5–7, 6–4, 6–3

### Парний розряд
- Ешлі Барті /  Кейсі Деллаква —  Чжань Хаоцін /  Чжань Юнжань, 6–4, 6–2